# 奇斯托沃德纳亚河
奇斯托沃德纳亚河（俄语：Река Чистоводная）或貂取川（日语：／）是萨哈林州霍尔姆斯克区的河流，长20公里，流域面积52.8平方公里，注入奥日达耶夫斯卡亚河。

## 引用
1. ↑  М·Г·瓦西科夫斯基. . 列宁格勒: 气象出版社. 1973 （俄语）.
2. ↑  . 国家水登记处.   [2024-01-02]. （原始内容存档于2024-01-02） （俄语）.